# Tadeusz Mosz

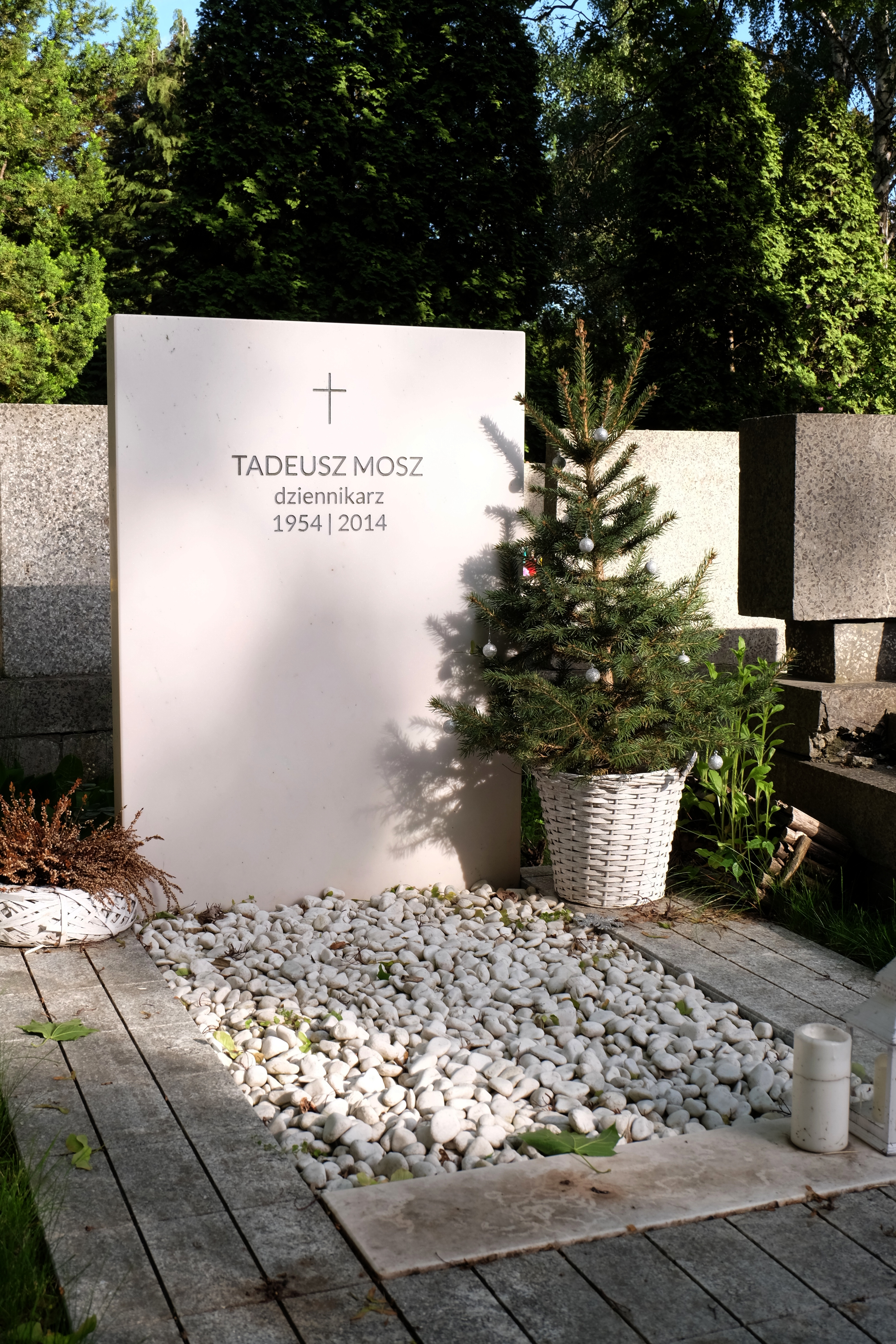
Grób Tadeusza Mosza na Cmentarzu Wojskowym na Powązkach

Tadeusz Andrzej Mosz (ur. 25 stycznia 1954 w Legnicy, zm. 4 lutego 2014 w Warszawie) – polski dziennikarz, prezenter telewizyjny, publicysta ekonomiczny. Zajmował się problematyką gospodarczą oraz rynkami kapitałowymi i finansowymi.

## Życiorys
Ukończył studia dziennikarskie na Uniwersytecie Śląskim w Katowicach. Od 1980 roku był związany z TVP. Autor programów o tematyce ekonomicznej i reformie gospodarczej, m.in. „Jak jest, jak może być, jak być powinno, czyli jak przekształcić system centralnie planowany w rynkowy”. Autor i pomysłodawca widowiska na żywo „Otwarte studio” (1989–1991), emitowanego przez kilka godzin w nocy z piątku na sobotę w TVP1 w formule tzw. telewizyjnego „Hyde Parku”, gdzie bez skrępowania można było prowadzić spór z przedstawicielami ówczesnej władzy. Był także współautorem i prowadzącym poranny magazyn „Kawa czy herbata” w TVP1.
Współpracował z Gazetą Giełdy „Parkiet”, gdzie był doradcą prezesa zarządu i kierownikiem zespołu analityków giełdowych. Ponownie związał się z TVP w 1996 roku – z „Giełdą”, programem o rynku papierów wartościowych. W latach 2001–2002 prezentował własne komentarze ekonomiczne w „Panoramie” w TVP2.
Plus Minus
Od października 2001 do września 2006 pomysłodawca, autor i prowadzący magazyn ekonomiczny „Plus Minus” w TVP1. Od jesieni 2006 autor „Plus Minus” w TVP3, potem TVP Info. Od 2011 roku pomysłodawca, autor i prowadzący program „Mówisz Mosz” w TVP Info. W 2003 roku program „Plus Minus” i jego twórca zostali uhonorowani Medalem Europejskim. Od 2 marca 2009 program „Plus Minus” ponownie gościł na antenie telewizji publicznej w TVP Info, z Tadeuszem Moszem jako prowadzącym.
Występy w serialach
W 2004 roku wystąpił w serialach Czwarta władza (wcielił się w rolę dziennikarza przeprowadzającego wywiad z Zielenieckim) oraz Bulionerzy (odc. 12).
Późniejsza praca
Przez pięć lat był felietonistą „Przekroju”, a wcześniej „BusinessWeek” i „Businessman Magazine”. Publikował także swoje wideofelietony na łamach portalu interia.pl. Od 2004 roku do końca października 2007 w radiu PiN 102FM z sobotnią audycją „Co mnie dziwi”. Od 5 listopada 2007 roku prowadził w radiu Tok FM codzienny poranny autorski program „EKG – Ekonomia, Kapitał, Gospodarka”, publikował także felietony w „Businessman.pl”.
Od marca do czerwca 2012 wraz z Janem Wróblem na antenie TVP1 prowadził program publicystyczny Kto za to zapłaci?.

### Śmierć i pogrzeb
Zmarł wskutek choroby nowotworowej. 14 lutego 2014 został pochowany na Cmentarzu Wojskowym na Powązkach w Warszawie (kwatera B33-5-3).

## Nagrody i wyróżnienia
Laureat wielu nagród i wyróżnień dziennikarskich. M.in. Dziennikarz Gospodarczy Roku 2002 miesięcznika „Pieniądz”, Dziennikarz Gospodarczy Roku 2004 „Gazety Finansowej”, laureat tytułu „Solidna Firma 2004”, zdobywca nagrody specjalnej im. Eugeniusza Kwiatkowskiego za najlepszy utwór dziennikarski o tematyce ekonomicznej w 2002 roku, przyznany przez Akademię Ekonomiczną w Krakowie, zdobywca nagrody „Ostre Pióro”, przyznawanej przez BCC. Został uhonorowany tytułem „Człowiek Przyjazny Przedsiębiorczości 2009” przez Kapitułę Ogólnopolskiego Konkursu „Samorząd Przyjazny Przedsiębiorczości”. W 2004 roku był nominowany do nagrody Wiktora. W październiku 2013 roku otrzymał statuetkę w pierwszej edycji plebiscytu „Radiofony” w kategorii Dziennikarz radiowy.
W 2011 roku został powołany przez Prezydenta Rzeczypospolitej Polskiej Bronisława Komorowskiego w skład Kapituły Nagrody Gospodarczej Prezydenta RP.
Został odznaczony pośmiertnie przez Prezydenta Rzeczypospolitej Polskiej Bronisława Komorowskiego Krzyżem Kawalerskim Orderu Odrodzenia Polski za wybitne zasługi w pracy dziennikarskiej i publicystycznej oraz osiągnięcia w popularyzowaniu wiedzy z dziedziny ekonomii, finansów i gospodarki.